# Тимофієнко Іван Васильович
Іван Васильович Тимофієнко (нар. 25 грудня 1918 — пом. 7 жовтня 1986) — радянський військовий льотчик-винищувач часів Другої світової війни, старший льотчик 9-го гвардійського винищувального авіаційного полку (6-а гвардійська винищувальна авіаційна дивізія 8-ї повітряної армії), гвардії старший лейтенант. Герой Радянського Союзу (1944).

## Життєпис
Народився 25 грудня 1918 року в селі Савинці Харківської губернії (нині — селище міського типу Балаклійського району Харківської області) в селянській родині. Українець. Закінчив 7 класів і школу ФЗУ.
У лавах РСЧА з 1937 року. За спецнабором ВЛКСМ направлений до Сталінградської військової авіаційної школи льотчиків. Після її закінчення в 1940 році направлений для проходження подальшої служби у 168-й резервний авіаційний полк Далекосхідного військового округу.
На фронтах німецько-радянської війни з липня 1941 року.
До серпня 1941 року — в 6-му винищувальному авіаційному полку (вап) Південно-Західного фронту; з листопада 1941 по червень 1942 року — в 92-му вап; до січня 1943 року — у 8-у окремому розвідувальному авіаційному полку. З січня 1943 й до березня 1945 року — в складі 9-го гвардійського винищувального авіаційного полку. Літав на винищувачах І-16, І-153, ЛаГГ-3, Як-1, «Аерокобра», Ла-7. Член ВКП(б) з 1942 року.
Всього за роки війни здійснив 436 бойових вильотів, провів 107 повітряних боів, у яких збив особисто 21 і в складі групи 6 літаків супротивника.
26 березня 1945 року направлений на льотно-випробувальну роботу. Оволодів 43-ма типами літаків. У 1955 році закінчив Військово-повітряну академію. З 1972 року полковник І. В. Тимофієнко — в запасі.
Мешкав у селищі Чкаловський (в межах міста Щолково) Московської області. Помер 7 жовтня 1986 року. Похований на Гребенському кладовищі міста Щолково.

## Нагороди
Указом Президії Верховної Ради СРСР від 1 липня 1944 року за зразкове виконання бойових завдань командування на фронті боротьби з німецькими загарбниками та виявлені при цьому відвагу і героїзм, гвардії старшому лейтенантові Тимофієнку Івану Васильовичу присвоєне звання Героя Радянського Союзу з врученням ордена Леніна і медалі «Золота Зірка» (№ 3907).
Також був нагороджений чотирма орденами Червоного Прапора (17.06.1942, 10.07.1943, 24.01.1945, …), двома орденами Вітчизняної війни 1-го ступеня (13.10.1943, 11.03.1985), орденами Червоної Зірки, «Знак Пошани» і медалями.